# 2009 en Jordanie
Cet article présente les faits marquants de l'année 2009 en Jordanie.

## Évènements
- Mardi 13 janvier 2009 : Incident à la frontière israélo-jordanienne où selon le porte-parole de l'armée israélienne, « une patrouille de gardes-frontières, près du passage Yitzhak Rabin, a essuyé des tirs d'inconnus à partir de la Jordanie, et a répliqué en ouvrant le feu dans leur direction », précisant qu'un ou deux hommes armés ont ouvert le feu sur une de ses patrouilles à la frontière israélo-jordanienne, alors que les autorités jordaniennes annoncent : « Nous ne sommes pas au courant qu'une patrouille israélienne a essuyé des tirs mardi matin à partir du territoire jordanien […] parfois des chasseurs tirent dans cette zone sans que cela soit un incident militaire ». L'armée jordanienne dément : « Aucun tir n'a eu lieu à partir du territoire jordanien en direction d'une patrouille israélienne et les informations qui en ont fait état sont dénuées de tout fondement ». Ce genre d'incident est très rare entre les deux pays qui ont signé un accord de paix en 1994.

- Mercredi 18 février 2009 : La plus haute instance judiciaire britannique approuve l'extradition vers la Jordanie du religieux musulman radical Abou Qatada, un temps considéré comme le chef spirituel d'Al-Qaïda en Europe.

- Samedi 11 avril 2009 : Nouveau crime pour l'« honneur de la famille ». Un Jordanien de 25 ans a tué à coups de poignard puis a tranché la gorge de sa sœur, mariée et enceinte de cinq mois, pour « comportement immoral ».

- Vendredi 8 mai 2009 :
  - Lors de la cérémonie d'accueil du pape à l'aéroport international d'Amman, le roi Abdallah II de Jordanie appelle le pape Benoît XVI en visite au Proche-Orient à ouvrir un nouveau dialogue entre chrétiens et musulmans et faciliter le règlement du conflit israélo-palestinien : « Les voix de la provocation, des idéologies ambitieuses de division font planer la menace de souffrances indicibles. Nous devons rejeter un tel cours pour l'avenir de notre monde »[1].
  - Zaki Bani Rcheid, le chef du Front de l'action islamique, principal parti d'opposition et branche politique jordanienne des Frères musulmans annonce sa démission, après avoir réclamé au pape, en visite dans le royaume, des excuses pour ses propos controversés sur l'islam.

- Dimanche 10 mai 2009 : Le pape Benoît XVI célèbre la messe au stade d'Amman en présence de 50 000 personnes, certains venues du Liban, de Syrie ou d'Irak. Il a salué le « courage » des chrétiens du Moyen-Orient qui sont restés attachés à leur foi malgré la guerre et l'adversité et notamment l'action des femmes chrétiennes de la région qui, pour beaucoup, « consacrent leur vie à construire la paix et renforcer l'harmonie ». Il appelle les chrétiens de Terre sainte à persévérer dans la foi et salue leur courage à demeurer dans une région où les conflits ont poussé beaucoup d'entre eux à fuir. Après la messe, le pape s'est rendu s'est rendu sur le site du baptême en Béthanie biblique où, selon les Écritures, le cousin de Jésus, Jean Baptiste, baptisait les premiers chrétiens.

- Lundi 22 juin 2009 : Le Royaume-Uni et la Jordanie ont signé un accord de coopération dans le nucléaire civil. Selon le ministre britannique des Affaires étrangères, David Miliband : « Si nous voulons que le monde devienne une économie à faibles émissions de CO2, il faut que le nucléaire représente une bonne partie de l'énergie […] Mais ce développement doit se faire dans la sécurité […] La Jordanie a adopté une approche exemplaire pour le développement de son programme nucléaire civil […] totalement transparent ce qui en fait un modèle pour les pays qui envisagent de développer leurs propres programmes ». La Jordanie, qui importe 95 % de ses besoins énergétiques, a signé des accords avec plusieurs pays sur le nucléaire civil, notamment la France et la Russie.

- Jeudi 9 juillet 2009 : Crime d'honneur, un agriculteur de 24 ans tue sa sœur de 27 ans enceinte et non mariée. En Jordanie, entre 15 et 20 femmes sont tuées chaque année par des meurtriers qui veulent « laver l'honneur de la famille »[2].